# Бутково
Бутково — деревня в Ям-Тёсовском сельском поселении Лужского района Ленинградской области.

## История
Впервые упоминается в Писцовой книге Водской пятины 1500 года, как Никольский Бутковский погост Новгородского уезда, «а на погосте церковь Велики Никола».
В 1580 году деревянная церковь святого Николая Чудотворца сгорела, затем она была возобновлена и существовала до 1646 года.
В середине XVII века, взамен утраченной, из соседнего, ныне не существующего села Новоселье, была перенесена деревянная Покровская церковь.
В 1773 году, ввиду ветхости, был построен новый деревянный храм во имя Покрова Божией Матери. Село принадлежало тайному советнику Петру Васильевичу Бакунину (меньшому).
Село Бутково, состоящее из 30 крестьянских дворов, обозначено на карте Санкт-Петербургской губернии Ф. Ф. Шуберта 1834 года.

БУТКОВО — село, принадлежит: генерал-майорше Бегичевой, число жителей по ревизии: 83 м. п., 87 ж. п.

чиновнику 4 класса Игнатьеву, число жителей по ревизии: 14 м. п., 12 ж. п.

полковнику Бакунину, число жителей по ревизии: 4 м. п., 6 ж. п.

надворному советнику Обольянинову, число жителей по ревизии: 4 м. п., 5 ж. п.

штык-юнкерше Пыхачевой, число жителей по ревизии: 4 м. п., 6 ж. п.

В оном церковь деревянная во имя Пресвятой Богородицы (1838 год)

Село Бутково отмечено на карте профессора С. С. Куторги 1852 года.

БУТКОВО — село госпожи Дашковой, по просёлочной дороге, число дворов — 25, число душ — 98 м. п. (1856 год)

Согласно X-ой ревизии 1857 года село Бутково состояло из двух частей:

1-я часть: число жителей — 19 м. п., 14 ж. п. 
  
2-я часть: число жителей — 86 м. п., 85 ж. п. (из них дворовых людей — 5 м. п., 4 ж. п.)

БУТКОВО — погост при реке Оредеже и озере Антонове, число дворов — 33, число жителей: 166 м. п., 105 ж. п.; Церковь православная. (1862 год)

В 1870 году временнообязанные крестьяне деревни выкупили свои земельные наделы у О. Ф. Нестеровой и стали собственниками земли.
Согласно подворной описи 1882 года, село Бутково Бутковского общества Бутковской волости состояло из двух частей:
 
1) бывшее имение Игнатьева, 13 домов, 18 душевых наделов, семей — 7, число жителей — 21 м. п., 18 ж. п.; разряд крестьян — собственники.
  
2) бывшее имение Дашковой, 53 дома, 83 душевых надела, семей — 44, число жителей — 107 м. п., 114 ж. п.; разряд крестьян — собственники.
Сборник Центрального статистического комитета описывал его так:

БУТКОВО — село бывшее владельческое при реке Оредеже, дворов — 44, жителей — 272; церковь православная, часовня, лавка. (1885 год)

В 1894 году архитектор Николай Никитич Никонов разработал проект новой каменной церкви для села Бутково.
В XIX — начале XX века деревня административно относилась к Бутковской волости 1-го земского участка 1-го стана Лужского уезда Санкт-Петербургской губернии.
5 сентября 1905 года была освящена новая семиглавная кирпичная церковь, построенная на средства П. Я. Дашкова. По данным «Памятной книжки Санкт-Петербургской губернии» за 1905 год, село Бутково входило в Бутковское сельское общество, а волостное правление находилось в селе Белом.
С 1917 по 1927 год село Бутково входило в состав Бутковского сельсовета Бутковской волости Лужского уезда.
С 1927 года, в составе Оредежского района.
В 1928 году население села Бутково составляло 359 человек.
По данным 1933 года село Бутково являлось административным центром Бутковского сельсовета Оредежского района, в который входили 11 населённых пунктов: деревни Большое Моровино, Велекшицы, Ерышево, Малое Моровино, Овиновичи, посёлок Вяжище, хутора Надбелье, Веретье, Сует Нос, выселок Желытино и само село Бутково, общей численностью населения 1483 человека>.
По данным 1936 года в состав Бутковского сельсовета входили 6 населённых пунктов, 366 хозяйств и 4 колхоза. Административным центром сельсовета была деревня Бутково.
Деревня была освобождена от немецко-фашистских оккупантов 7 февраля 1944 года.
С 1959 года, в составе Моровинского сельсовета Лужского района.
С 1965 года, в составе Пристанского сельсовета. В 1965 году население села Бутково составляло 52 человека.
По данным 1966 и 1973 годов в состав Пристанского сельсовета входила деревня Бутково.
По данным 1990 года деревня Бутково входила в состав Ям-Тёсовского сельсовета.
В 1997 году в деревне Бутково Ям-Тёсовской волости проживали 15 человек, в 2002 году — 22 человека (русские — 86 %).
В 2007 году в деревне Бутково Ям-Тёсовского СП проживали 16 человек, в 2010 году — 5, в 2013 году — 10.

## География
Деревня расположена в восточной части района на автодороге 41А-004 (Павлово — Мга — Луга).
Расстояние до административного центра поселения — 9 км.
Расстояние до ближайшей железнодорожной станции Оредеж — 9 км.
Деревня расположена на левом берегу реки Оредеж.

## Демография
| 1838 | 1862 | 1885 | 1928 | 1965 | 1997 | 2007 |
| ---- | ---- | ---- | ---- | ---- | ---- | ---- |
| 225  | ↗271 | ↗272 | ↗359 | ↘52  | ↘15  | ↗16  |
| 2010 | 2017 |      |      |      |      |      |
| ↘5   | →5   |      |      |      |      |      |

## Улицы
Центральная.

## Садоводства
Бутково.